# Vórtice de Marysburgh
El vórtice de Marysburgh es una zona del este del lago Ontario, en Canadá, con un extenso registro de naufragios, los cuales han permitido la creación de explicaciones paranormales y su comparación con el Triángulo de las Bermudas. Según los registros de envío y seguro durante la era de las goletas y los primeros días de los barcos de vapor, más de dos terceras partes de los hundimientos en el lago Ontario se produjeron en el área abarcada por el vórtice. Se encuentra al este del cabo Petre en la parte sur del condado de Prince Edward, y se extiende en dirección este hacia la desembocadura del río San Lorenzo, y al norte en la dirección de Kingston, Ontario.
También en el lago Ontario, a unos 90 kilómetros al oeste, el Triángulo de Sophiasburgh, ubicado hacia el extremo occidental del condado de Prince Edward a la entrada de la bahía de Presquile, se ha dicho que genera una variación en el campo magnético terrestre que interfiere con el normal funcionamiento de las brújulas, y que podría generar dificultades para acceder a la seguridad de la bahía durante una tormenta o con baja visibilidad.[cita requerida]

## Naufragios registrados

### 1804HMS Speedy
El HMS Speedy, un buque de guerra, desapareció en el Triángulo de Sophiasburgh durante una tormenta de nieve. Incapacitado para poder navegar con la brújula, el barco se cree que se perdió cerca de Newcastle y golpeó con la Devil's Horseblock, una columna de roca que estaba justo debajo de la superficie del agua hasta después de la desaparición del Speedy. Tras la desaparición del buque, la zona que rodeaba el puerto de Newcastle fue declarada demasiado peligrosa para la navegación, y propuestas para hacer de Newcastle el nuevo capitolio del Alto Canadá fueron abandonadas.

### 1883Quinlan
Uno de los primeros y mejor documentados casos fue el de la Quinlan, una goleta de transporte de carbón de Oswego, Nueva York, con destino la costa norte del lago Ontario, en el otoño de 1883. Su recorrido previsto era una línea recta hacia el norte, directamente a través del vórtice Marysburgh. El primer signo de algo inusual fue que poco después de recorrer las costas de América, se internó en lo que su equipo llamó «niebla extraordinariamente espesa». Después de eso, el clima empezó a enfriarse y el barco comenzó a acumular una capa de nieve que la tripulación intentó quitar desesperadamente por miedo a que la Quinlan se tornara demasiada pesada y zozobrase. Sin embargo la nieve se acumulaba más rápido de lo que tardaban en quitarla, lo que sumado a unas olas que aumentaban velozmente, dejó a los tripulantes sin poder hacer nada. La brújula dejó de funcionar y comenzó a girar, dejando a la tripulación sin idea de en qué dirección estaban, aunque la furia de la tormenta había tomado el control del buque de sus manos.
Poco antes del mediodía la Quinlan impactó en las costas rocosas de Marysburgh en el condado de Prince Edward, con sus mástiles astillados y su casco dividido. Mientras el buque se partía en pedazos, los espectadores de la costa fueron capaces de rescatar a algunos de los marineros aferrados al casco y demás aparejos. Los miembros de la tripulación restantes fueron absorbidos de nuevo en la tormenta. Después de su recuperación, los pocos supervivientes de la tripulación estaban de acuerdo en una cosa: «una atracción extraña», una fuerza desconocida, se había apoderado de la nave y su brújula, y la había llevado a las rocas.

### 1889Baviera
Otro de los acontecimientos extraños ocurrió cerca del final de mayo de 1889. Se trataba de la desaparición de la tripulación del barco Baviera. El Baviera fue una de las tres goletas que estaban siendo arrastradas por el vapor CC Calvin. La línea de remolque se rompió en una tormenta repentina y las goletas fueron abandonadas a su suerte. Dos de los barcos fueron más tarde rescatados y remolcados hasta el puerto de Kingston (Ontario) por el Calvin y otro barco de rescate llamado Armenia, pero la Baviera no fue inmediatamente encontrada. La goleta fue posteriormente localizada por el Armenia encallada en la isla Galloo, un pequeño banco de arena. Estaba intacta, pero le faltaban ocho tripulantes y un bote salvavidas individual.
Al parecer no había nada en mal estado en el buque, excepto una pequeña cantidad de agua que se encontró en la bodega. Una gran suma de dinero fue encontrada en el camarote del capitán, junto con todos los papeles del barco, pan fresco se encontró en el horno. Era como si los hombres a bordo hubieran abandonado repentinamente un buque en perfectas condiciones de navegar por el temor de algo desconocido. Parece poco probable que la tripulación hubiese comenzado a hacer pan o reparaciones menores durante una tormenta en la que luchaban por sus vidas, por lo que la evidencia sugiere que pasaron el temporal y después de regresar a condiciones de navegación normales sintieran la necesidad de abandonar el barco repentinamente. Además otro buque y el vigilante del faro en la misma zona informaron haber detectado y tratado de rescatar a dos hombres en un bote salvavidas durante la misma tormenta. Ambos intentos fueron un fracaso, en gran parte porque los hombres en el bote salvavidas no hicieron ningún esfuerzo para contribuir a su propio rescate y parecían estar en un estado catatónico, por lo que simplemente desaparecieron en la tormenta.

### 1917George A. Marsh
La George A. Marsh era una goleta de tres mástiles construida en Muskegon, Míchigan, en 1882, empleada durante muchos años en la industria de la madera. El 8 de agosto de 1917, el vapor había reemplazado a la vela como el método preferido de transporte marítimo, y la goleta cambió de manos varias veces mientras se volvía cada vez más obsoleta. Relegada al transporte de carbón y con un mantenimiento deficiente, fue contratada por la Compañía del Carbón Soward para enviar 450 toneladas de carbón (más del doble de su peso bruto original) al Hospital de Rockwood, en Kingston, Ontario. Después de dejar el puerto en Oswego, Nueva York, en lo que fue para todos un hermoso día, la goleta fue repentinamente sorprendida por una violenta tormenta. El capitán John Wesley Smith se enfrentó a ella y trató de llevar el barco contra la playa en la isla Pigeon, pero sus bombas de achique manuales no podían seguir el ritmo de las filtraciones. La goleta Marsh se revolvió y se hundió parcialmente teniendo a la vista su destino, hundiéndose en el fondo del lago sobre su lado derecho en 85 pies (26 m) de agua. Su mástil mayor, de hecho, sobresalía del agua y pronto tuvo que ser derribado con dinamita por el peligro que representaba para la navegación. En total, doce personas murieron en esta tragedia, incluido el capitán Smith, su esposa y cinco hijos. Según la leyenda, el capitán, un gran nadador, sobrevivió y, en su dolor, huyó a los Estados Unidos, donde vivió durante casi una década gestionando un negocio de harinas y piensos en Oklahoma. Sin embargo, los únicos supervivientes documentados fueron el hermano del capitán, William Smith y el marinero Neil McLennan.

### 1964The Star of Suez
El 30 de junio de 1964, el carguero The Star of Suez (La estrella de Suez) entró en el vórtice de Marysburgh e inmediatamente comenzó a experimentar problemas de navegación inexplicables. The Star of Suez encalló, pero la tripulación fue capaz de liberar al buque. Al año siguiente, un misterioso incendio estalló en cuanto The Star of Suez entró en el vórtice. La tripulación no fue capaz de controlar el fuego, y otro barco fue llamado para ayudarle. El fuego fue finalmente extinguido, pero el origen no fue nunca determinado.

## Teorías e historias
Aunque no hay una explicación para todas las misteriosas desapariciones, los incendios y naufragios, existen algunas teorías sobre la existencia de un fenómeno natural o sobrenatural, o incluso influencias extraterrestres.

### Perturbación magnética
Existen varias anomalías magnéticas en el lago Ontario que aparecen en las cartas náuticas. Un ejemplo es una anomalía entre Kingston e isla Garden que interfiere las brújulas magnéticas. Era arriesgado para los residentes de la isla cruzar el lago cuando la visibilidad era escasa y era difícil ver Kingston. Esto pudo haber sido un problema para los primeros buques en tormentas o niebla espesa, cuando la navegación se basaba en las brújulas y la posición de los cuerpos celestes.

## Áreas de energía de enlace reducida
Hay historias que indican que hay áreas en el lago Ontario en la que las fuerzas habituales que rigen sobre la tierra, como la gravedad y el tiempo, no aplican. Un equipo de científicos canadienses, dirigidos por el entusiasta del fenómeno OVNI Wilbert Smith, afirmó en 1950 que un estudio de presuntas anomalías magnéticas revelaron inusuales fenómenos atmosféricos cerca de la orilla del lago. Estos, se decía, eran grandes y móviles columnas que llegaban hasta los 300 metros de extensión y se prolongaban en el cielo por cientos de metros, detectables solo por los sensibles instrumentos utilizados en el estudio. Esto hacía que estas afirmaciones de dudosa naturaleza no fueran fácilmente verificables. Al parecer, dentro de estas áreas tipo columna, las rarezas que se observaron estaban en relación a las propiedades magnéticas y gravitacionales de la materia normal. Eran supuestamente causadas por una reducción de las energías de enlace nuclear que mantienen cohesionada la materia y el comportamiento dentro de las reglas normales de la física.[cita requerida] Fueron nombradas como «áreas de energía de enlace reducida».
Esta historia trata de explicar las presuntamentes misteriosas naves flotantes y los relatos de los marineros sobre buques que ya no existen, así como muchos otros acontecimientos inusuales. Incluso se ha pensado por los interesados en lo paranormal, que estos portales a otras dimensiones podrían ser de funcionamiento intermitente.[cita requerida]

## Controversia
Es realmente difícil descubrir la verdad sobre el vórtice porque las fuentes se contradicen entre sí. Por ejemplo, hay versiones contradictorias de la desaparición de la tripulación del Baviera. En uno de los relatos se dice que los supervivientes fueron vistos aferrándose al buque «volcado» y a los restos del naufragio lo que se contradice con quienes indican que el barco fue encontrado intacto y en el bajío, mientras que otro afirma que no se encontró rastro de la tripulación, y unas informaciones dadas por terceros decían que el capitán fue visto aferrado a un bote salvavidas y que luego se hundió y desapareció.
Muchos de los que escriben cuentos embellecen datos concretos para mejorar la legibilidad, difuminando la línea entre realidad y ficción. En un caso, las explicaciones racionales fácilmente se puede obtener de muchos incidentes - muchos barcos perdidos han sido sobrecargados, las tormentas son comunes en la zona debido a las características geográficas y de las temperaturas del agua variable debido a la profundidad del lago, numerosos peligros de navegación, incluyendo anomalías magnéticas documentadas, y el volumen de tráfico en la zona fue históricamente muy elevado, gracias al río San Lorenzo, el canal Trent-Severn, y el canal Rideau. Sin embargo, el registro de naufragios de la zona crea un terreno fértil para la especulación. Desde que los ferrocarriles y transportes por carretera han reducido el volumen de transporte marítimo comercial en la zona, los incidentes se han reducido considerablemente y por lo tanto no se ha podido justificar la inversión de grandes sumas de dinero en amplios estudios científicos. Con el advenimiento de la tecnología moderna, como los sistemas GPS, el  radar, las balizas de navegación, la electrónica en general, la radio y la radio de dos vías, muchos de los problemas que asolaron a los navegantes de otros tiempos históricos se han superado.